# Dekanat drohiczyński (eparchia brzeska i kobryńska)
Dekanat drohiczyński – jeden z dziewięciu dekanatów wchodzących w skład eparchii brzeskiej i kobryńskiej Egzarchatu Białoruskiego Patriarchatu Moskiewskiego.

## Parafie w dekanacie
- Parafia Zmartwychwstania Pańskiego w Antopolu
  - Cerkiew Zmartwychwstania Pańskiego w Antopolu
  - Kaplica św. Teodora w Antopolu
- Parafia Świętej Trójcy w Bezdzieżu
  - Cerkiew Świętej Trójcy w Bezdzieżu
  - Cerkiew Narodzenia Pańskiego w Bezdzieżu
- Parafia Przemienienia Pańskiego w Braszewiczach
  - Cerkiew Przemienienia Pańskiego w Braszewiczach
- Parafia Opieki Matki Bożej w Chomsku
  - Cerkiew Opieki Matki Bożej w Chomsku
- Parafia św. Tichona Patriarchy Moskiewskiego w Derewnie
  - Cerkiew św. Tichona Patriarchy Moskiewskiego w Derewnie
- Parafia Spotkania Pańskiego w Drohiczynie
  - Cerkiew Spotkania Pańskiego w Drohiczynie
- Parafia św. Eufrozyny Połockiej w Drohiczynie
  - Cerkiew św. Eufrozyny Połockiej w Drohiczynie
- Parafia Opieki Matki Bożej w Dziatkowiczach
  - Cerkiew Opieki Matki Bożej w Dziatkowiczach
- Parafia Podwyższenia Krzyża Pańskiego w Hołowczycach
  - Cerkiew Podwyższenia Krzyża Pańskiego w Hołowczycach
- Parafia Objawienia Pańskiego w Imieninie
  - Cerkiew Objawienia Pańskiego w Imieninie
  - Kaplica św. Onufrego w Imieninie
- Parafia Narodzenia Najświętszej Maryi Panny w Lachowiczach
  - Cerkiew Narodzenia Najświętszej Maryi Panny w Lachowiczach
  - Kaplica Kazańskiej Ikony Matki Bożej w Zarzeczce
- Parafia Zaśnięcia Najświętszej Maryi Panny w Lipnikach
  - Cerkiew Zaśnięcia Najświętszej Maryi Panny w Lipnikach
- Parafia Zaśnięcia Najświętszej Maryi Panny w Łosińcach
  - Cerkiew Zaśnięcia Najświętszej Maryi Panny w Łosińcach
- Parafia Przemienienia Pańskiego w Nowej Popinie
  - Cerkiew Przemienienia Pańskiego w Nowej Popinie
- Parafia św. Michała Archanioła w Osowcach
  - Cerkiew św. Michała Archanioła w Osowcach
- Parafia Zaśnięcia Najświętszej Maryi Panny w Pirkowiczach
  - Cerkiew Zaśnięcia Najświętszej Maryi Panny w Pirkowiczach
- Parafia Opieki Matki Bożej w Radostowie
  - Cerkiew Opieki Matki Bożej w Radostowie
- Parafia Narodzenia Najświętszej Maryi Panny w Subotach
  - Cerkiew Narodzenia Najświętszej Maryi Panny w Subotach
- Parafia Świętych Apostołów Piotra i Pawła w Swaryniu
  - Cerkiew Świętych Apostołów Piotra i Pawła w Swaryniu
- Parafia Kazańskiej Ikony Matki Bożej w Tołkowie
  - Cerkiew Kazańskiej Ikony Matki Bożej w Tołkowie
- Parafia Narodzenia Najświętszej Maryi Panny w Wawuliczach
  - Cerkiew Narodzenia Najświętszej Maryi Panny w Wawuliczach
- Parafia św. Jerzego Zwycięzcy w Woławlu
  - Cerkiew św. Jerzego Zwycięzcy w Woławlu
- Parafia św. Mikołaja Cudotwórcy w Zakozielu
  - Cerkiew św. Mikołaja Cudotwórcy w Zakozielu
- Parafia św. Konstantyna i św. Heleny w Zawierszu
  - Cerkiew św. Konstantyna i św. Heleny w Zawierszu
- Parafia Świętej Trójcy w Ziołowie
  - Cerkiew Świętej Trójcy w Ziołowie

## Galeria

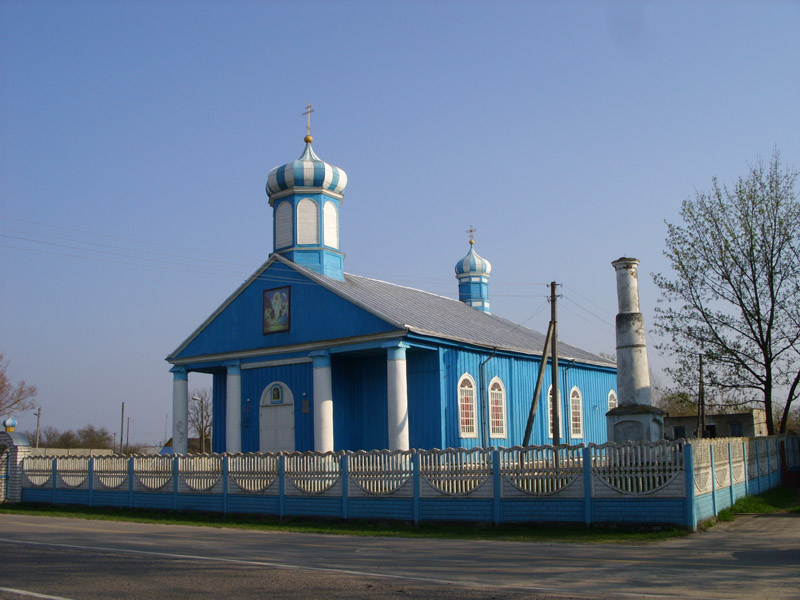
Cerkiew Zmartwychwstania Pańskiego w Antopolu
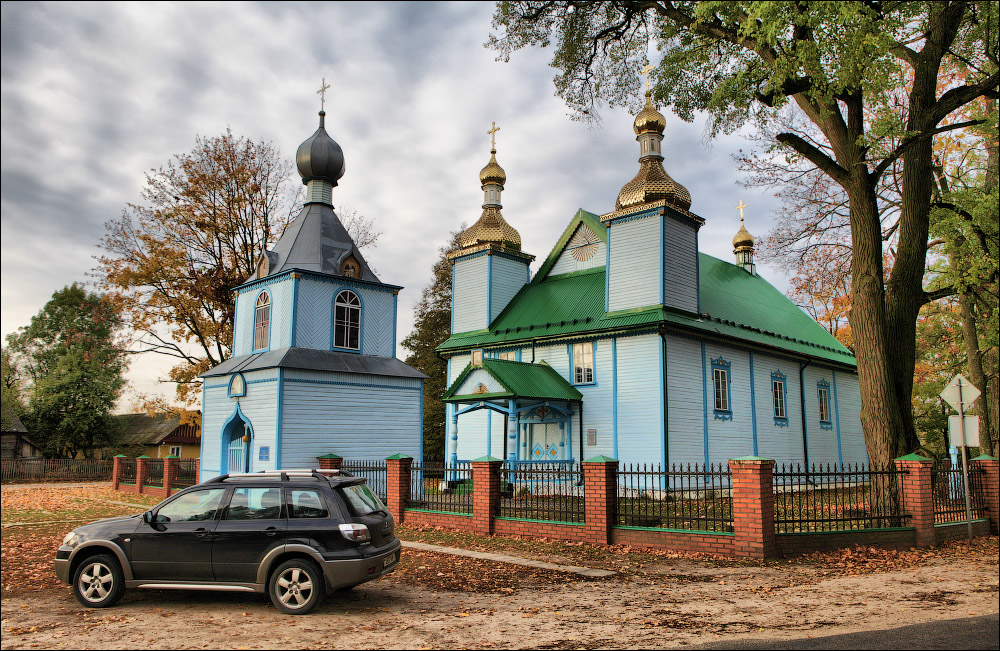
Cerkiew Świętej Trójcy w Bezdzieżu
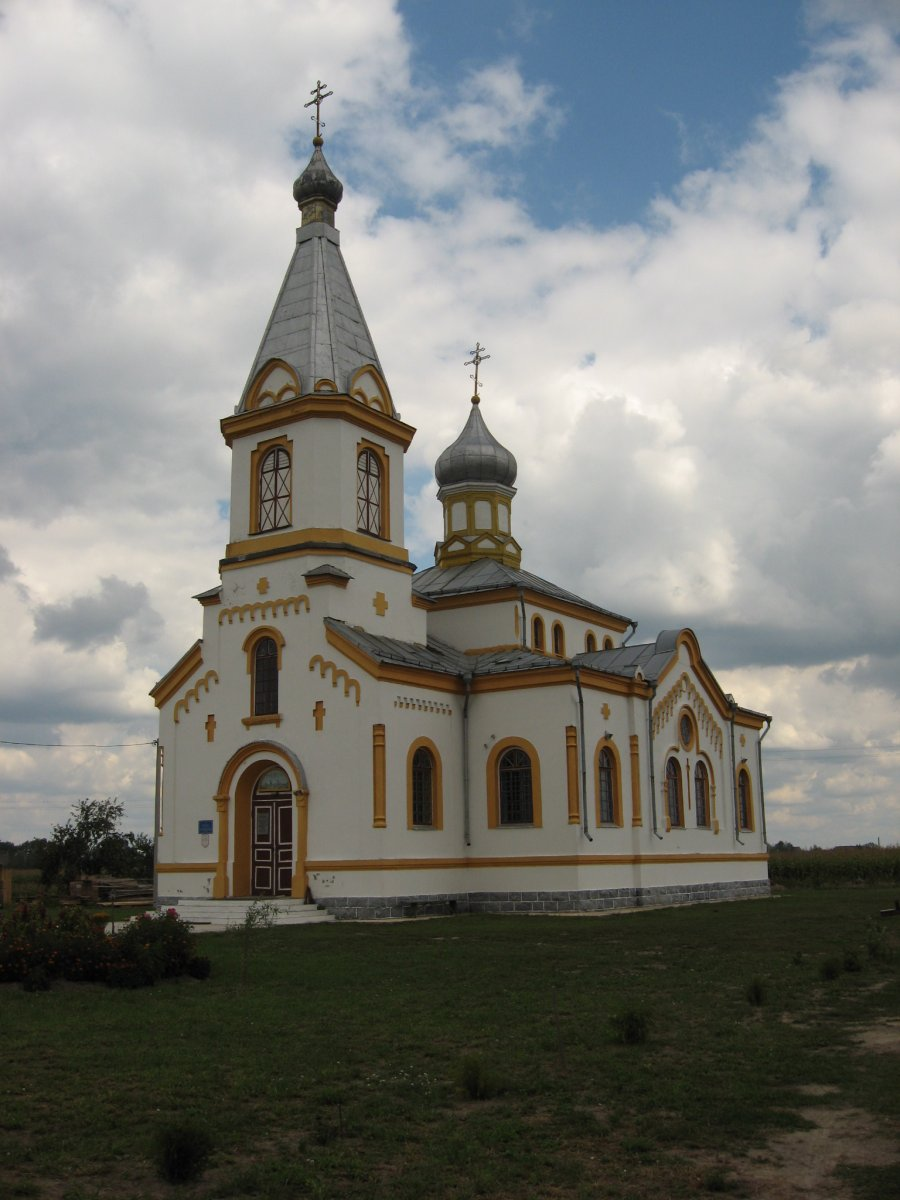
Cerkiew Przemienienia Pańskiego w Braszewiczach
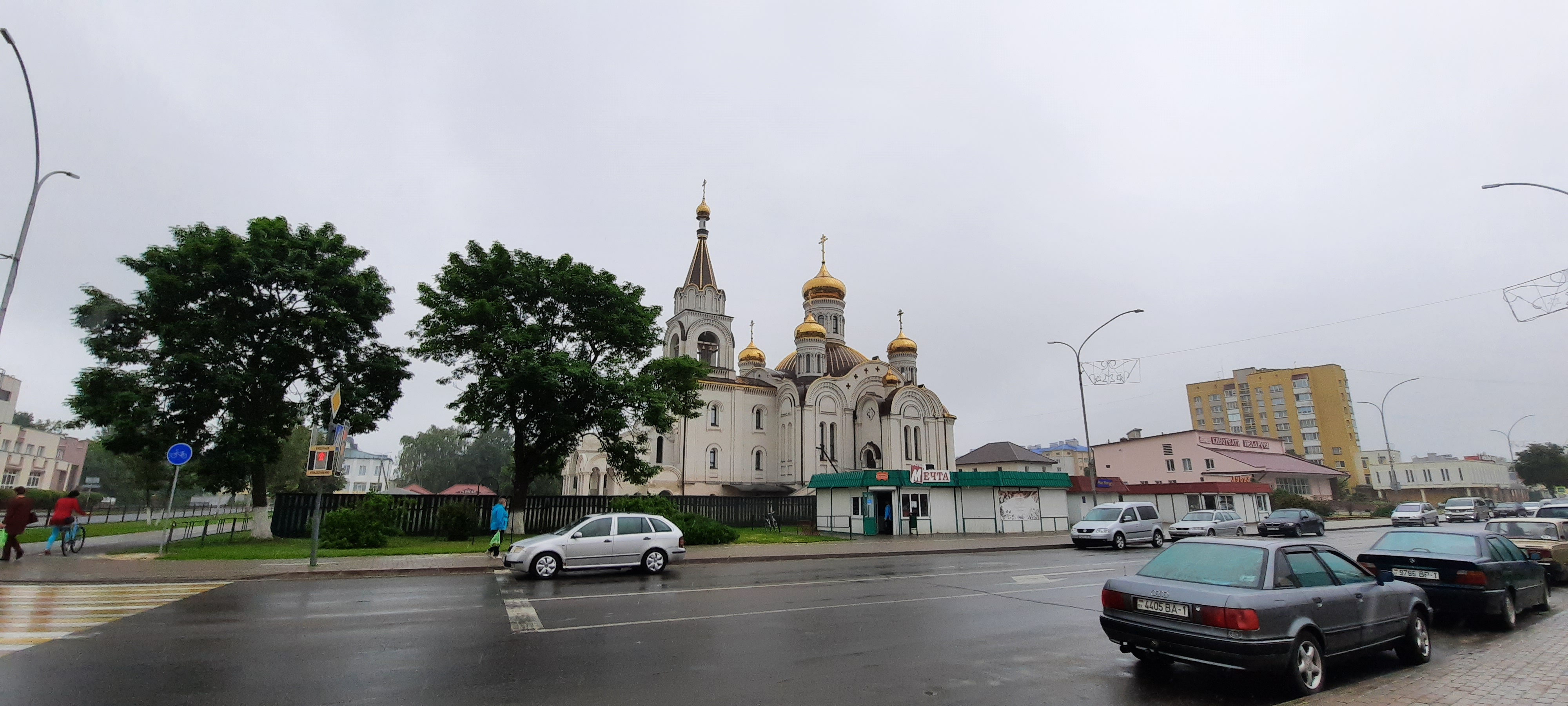
Cerkiew św. Eufrozyny Połockiej w Drohiczynie
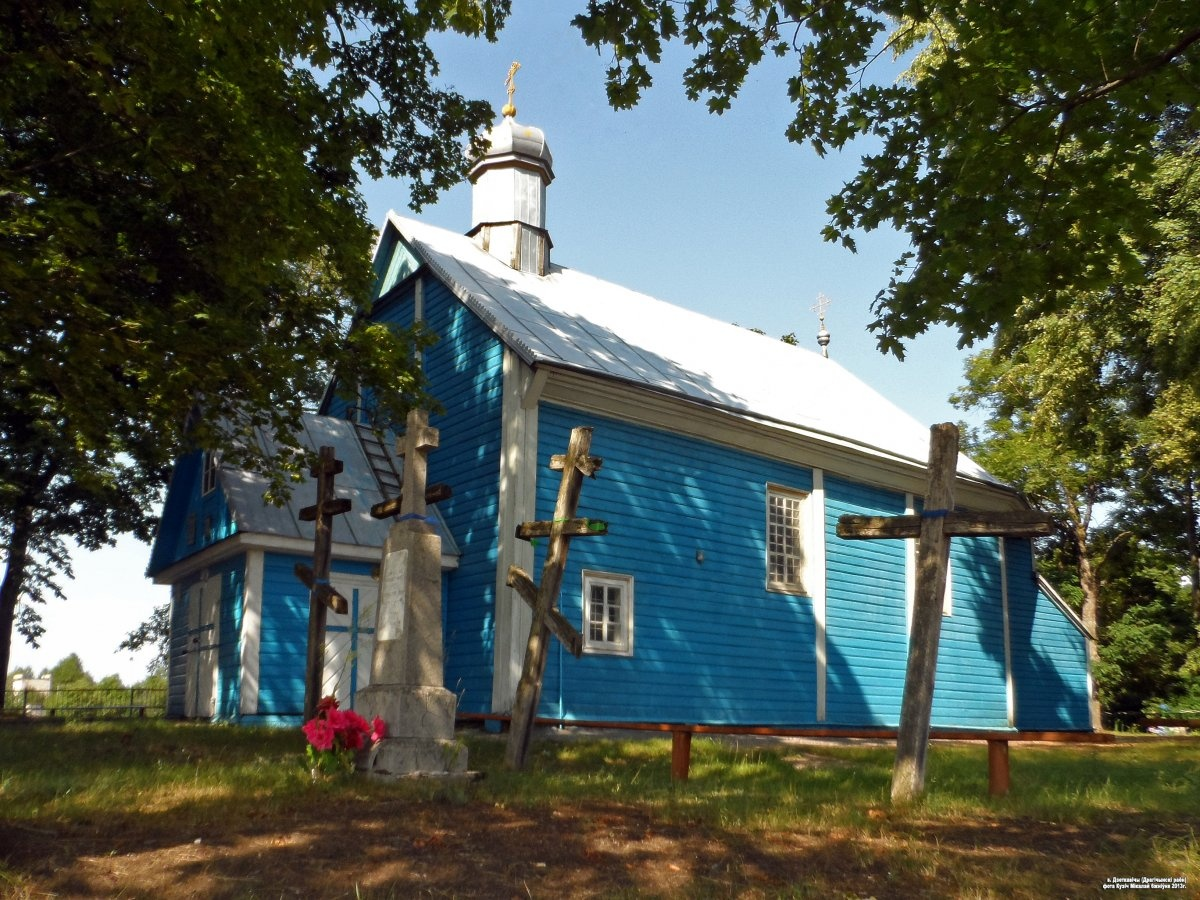
Cerkiew Opieki Matki Bożej w Dziatkowiczach
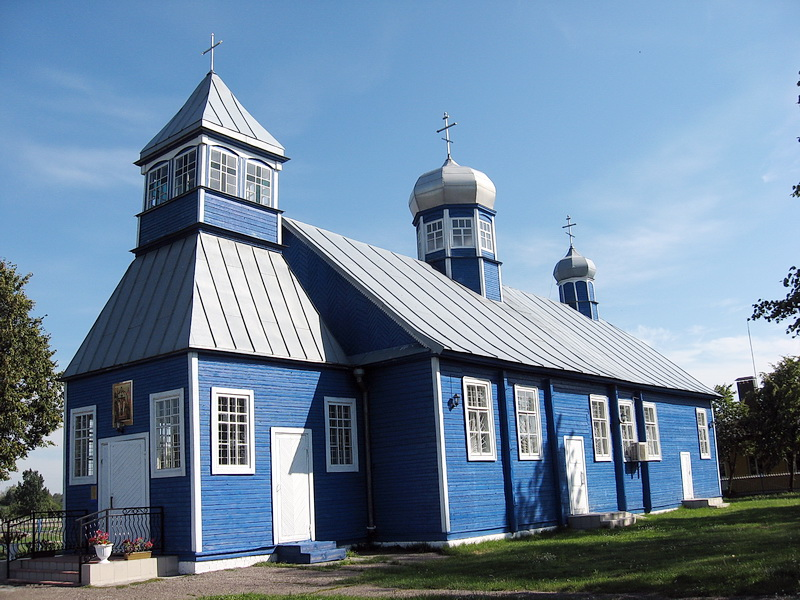
Cerkiew Podwyższenia Krzyża Pańskiego w Hołowczycach
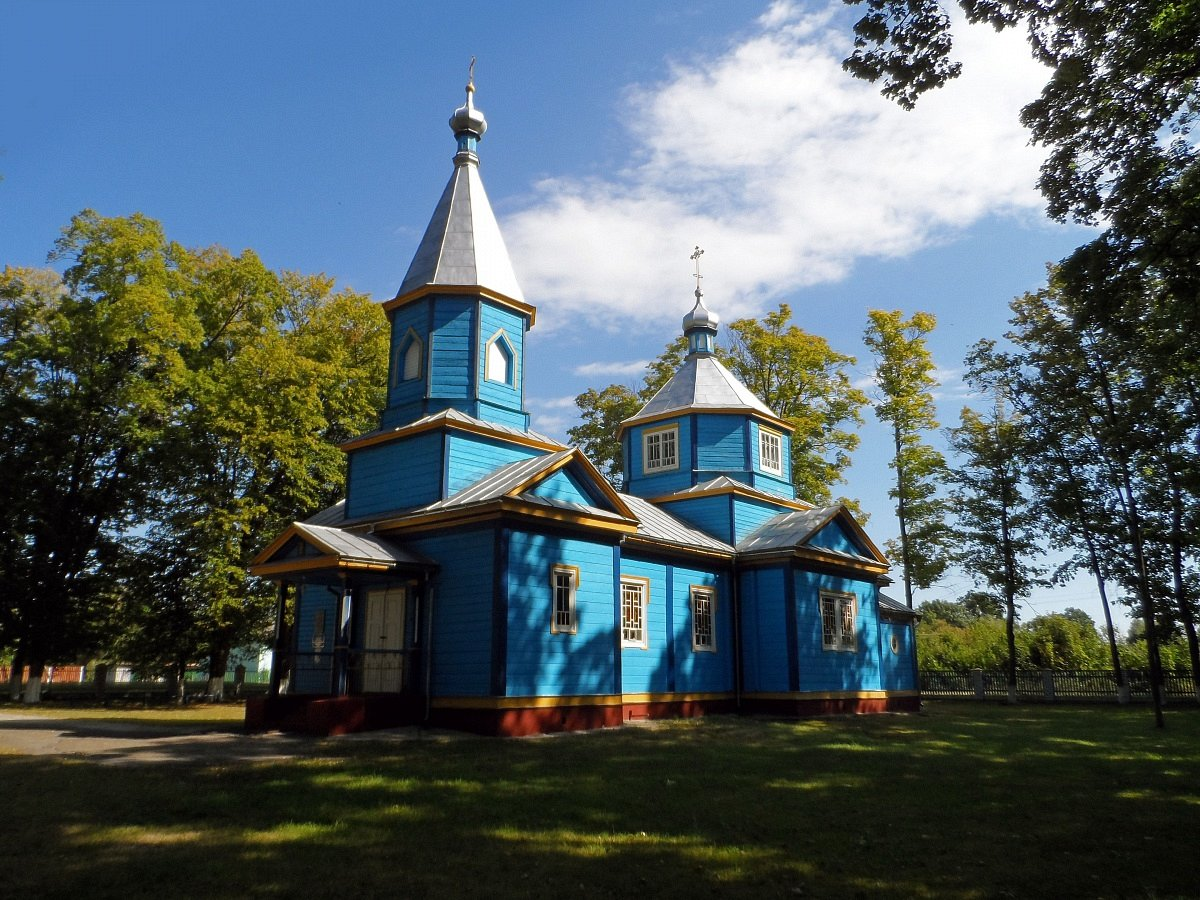
Cerkiew Narodzenia Najświętszej Maryi Panny w Lachowiczach
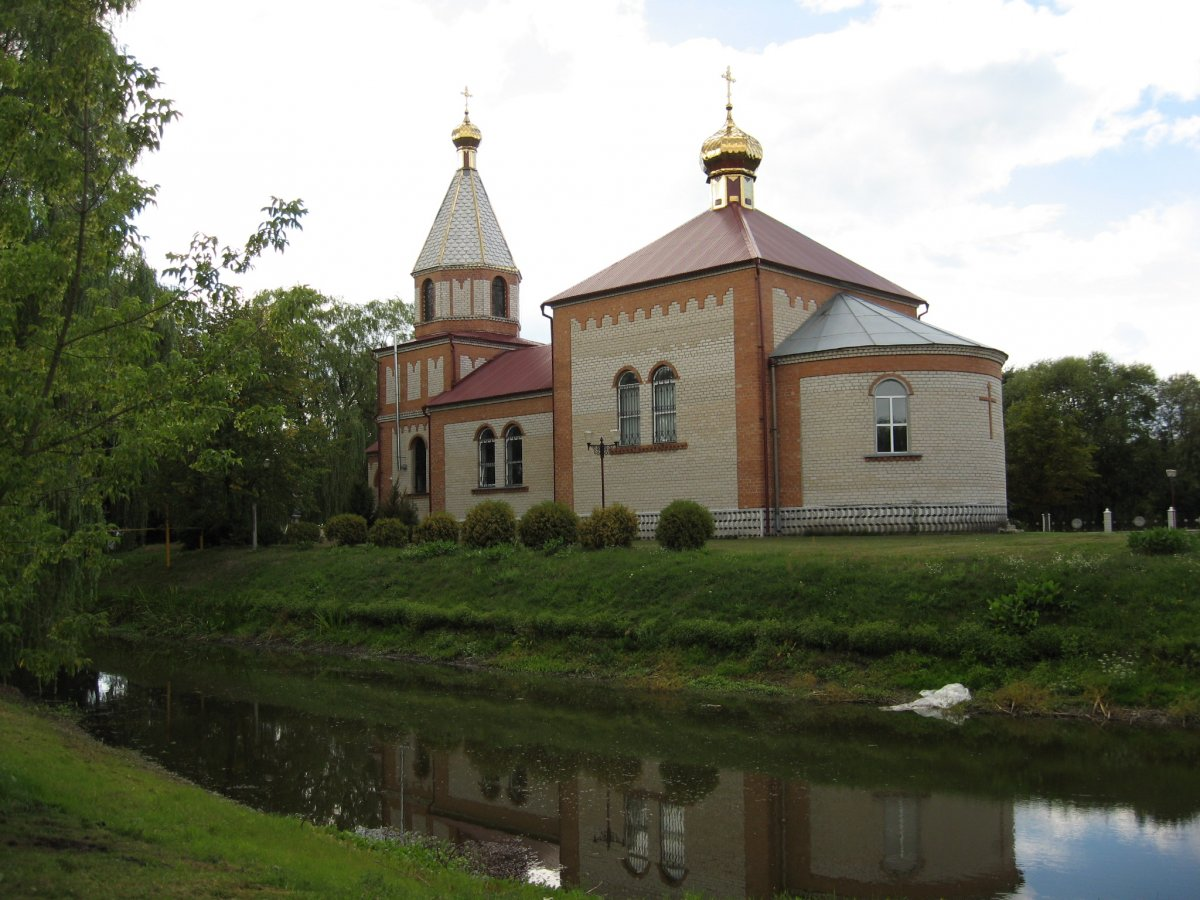
Cerkiew Zaśnięcia Matki Bożej w Lipnikach
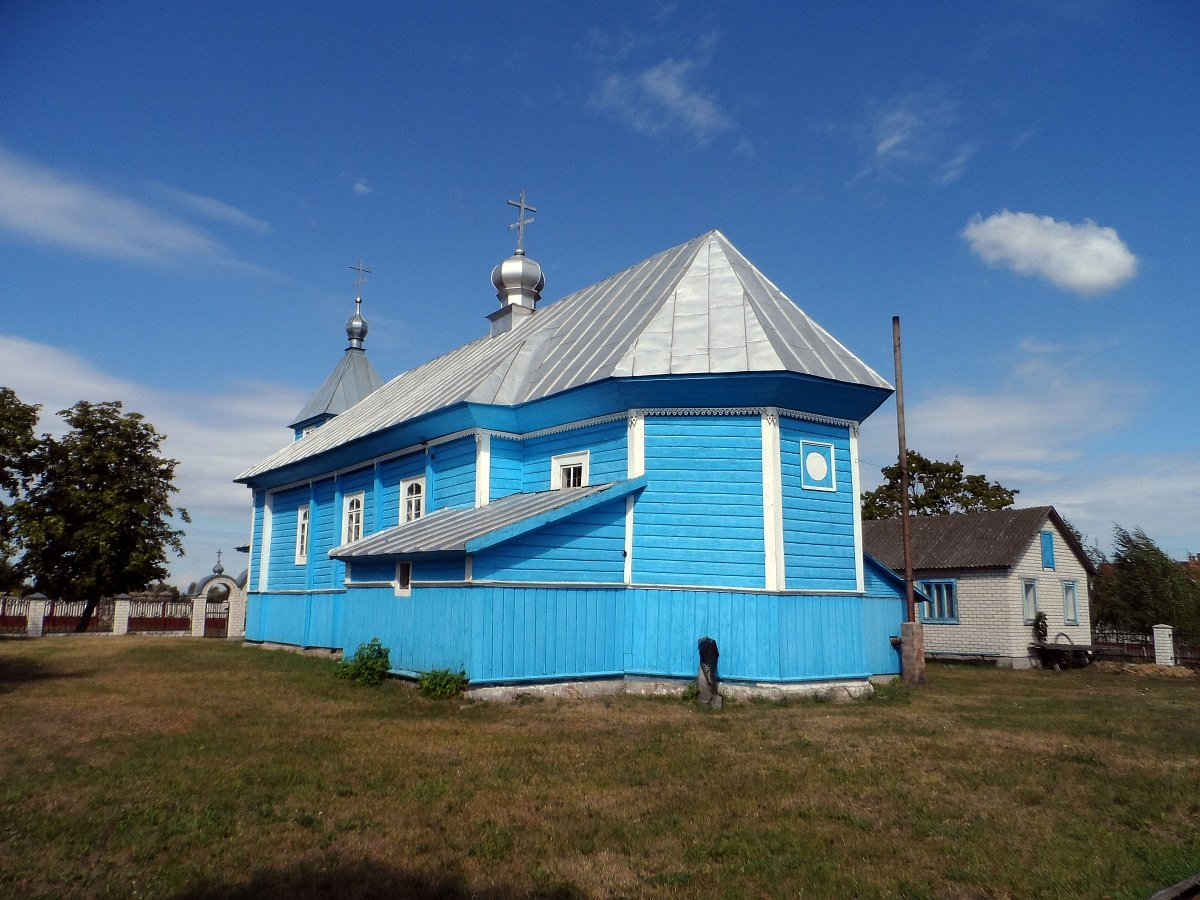
Cerkiew Przemienienia Pańskiego w Nowej Popinie
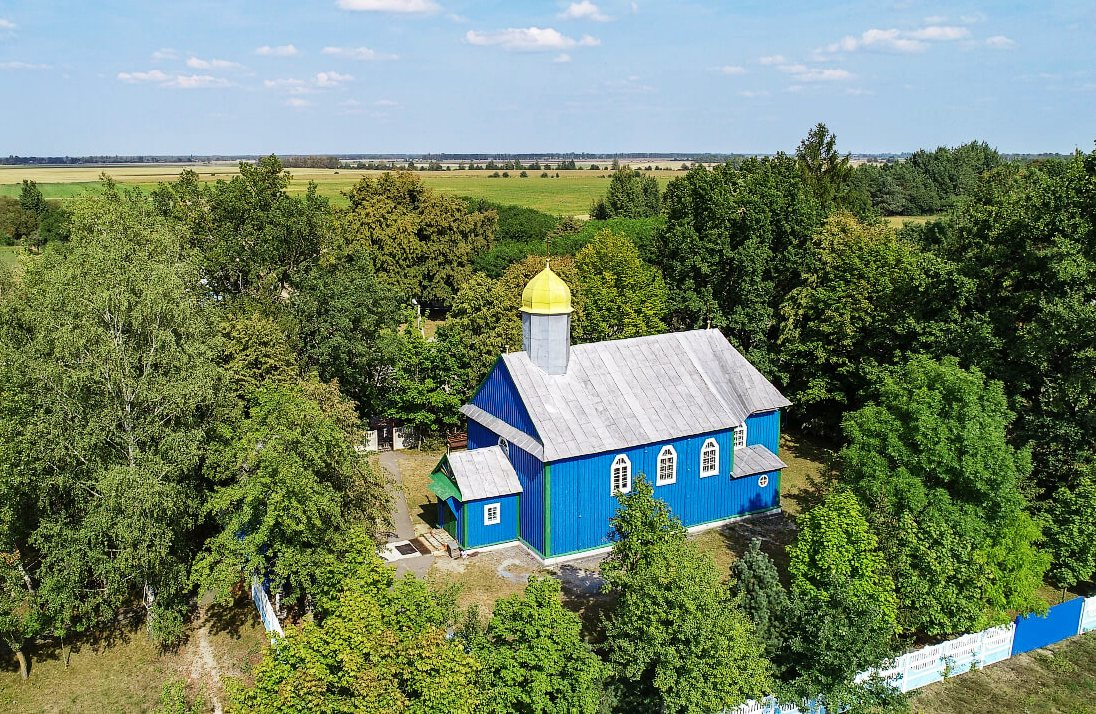
Cerkiew św. Michała Archanioła w Osowcach
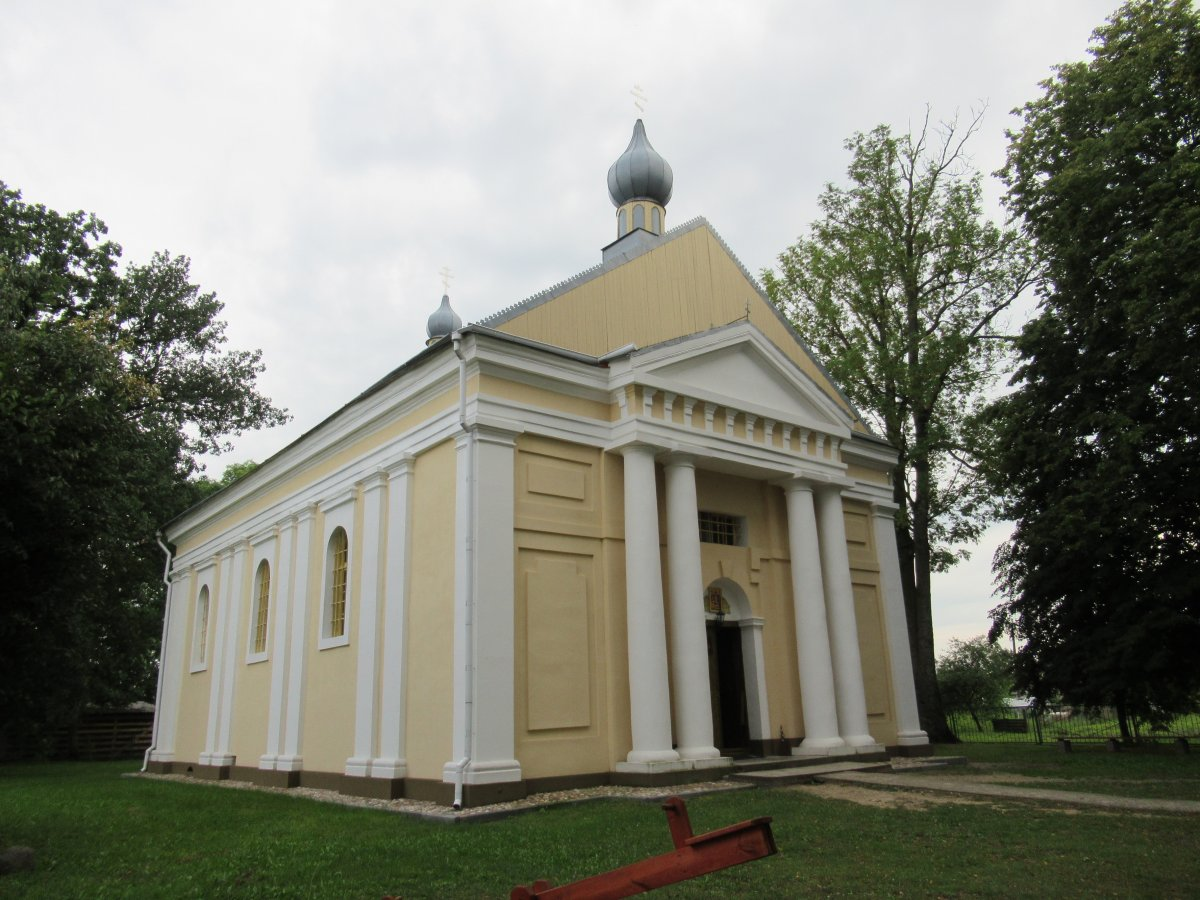
Cerkiew Zaśnięcia Matki Bożej w Pirkowiczach
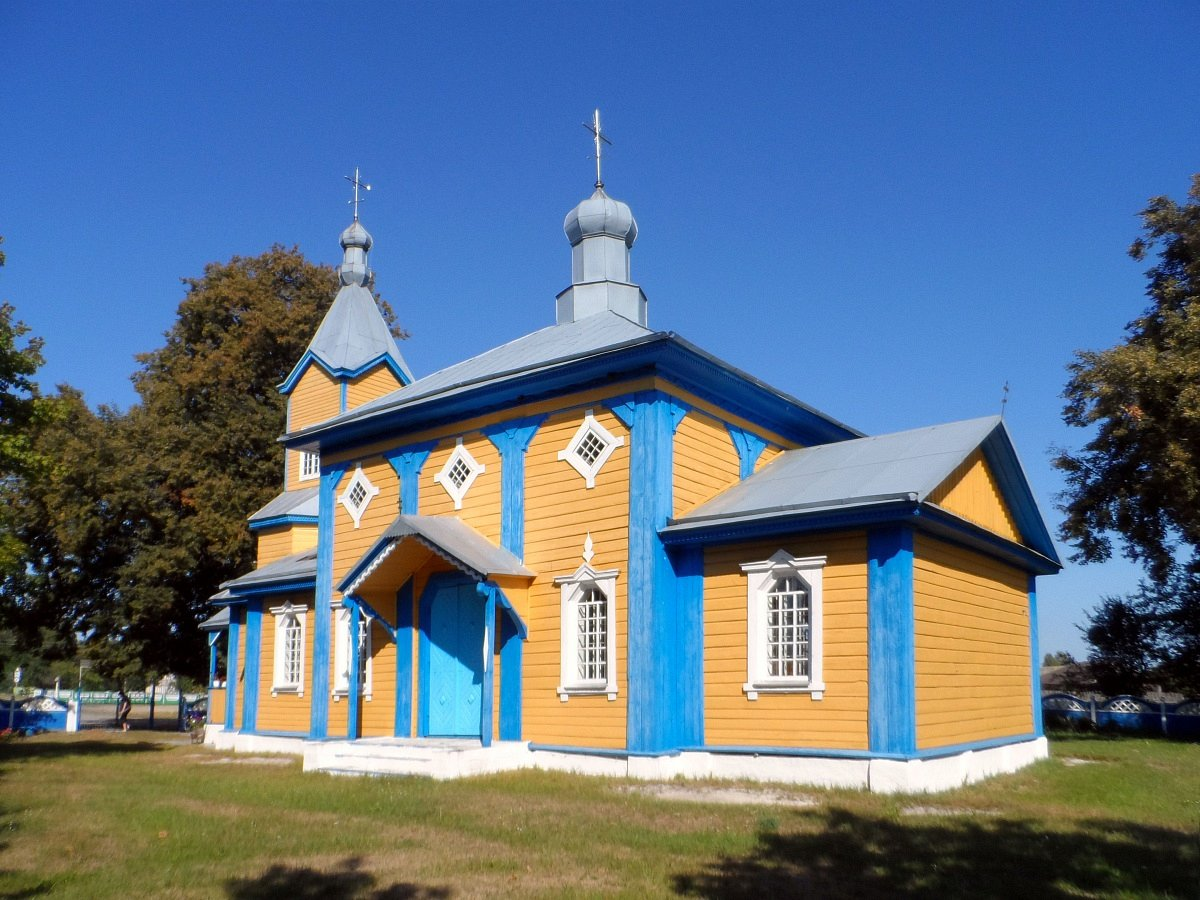
Cerkiew Opieki Matki Bożej w Radostowie
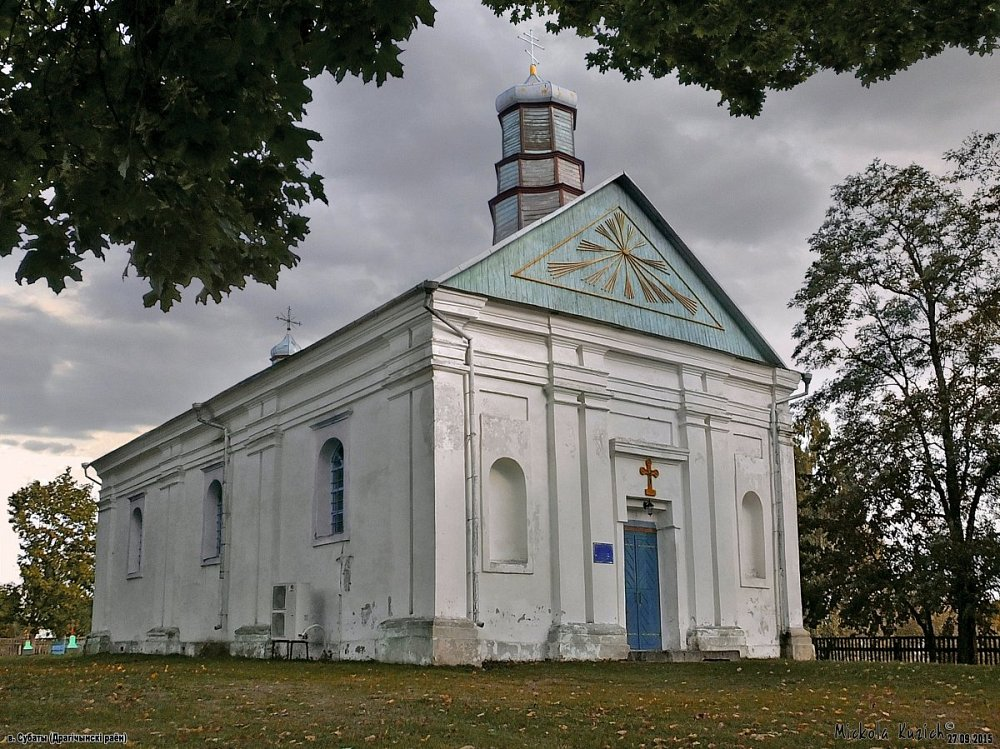
Cerkiew Narodzenia Najświętszej Maryi Panny w Subotach
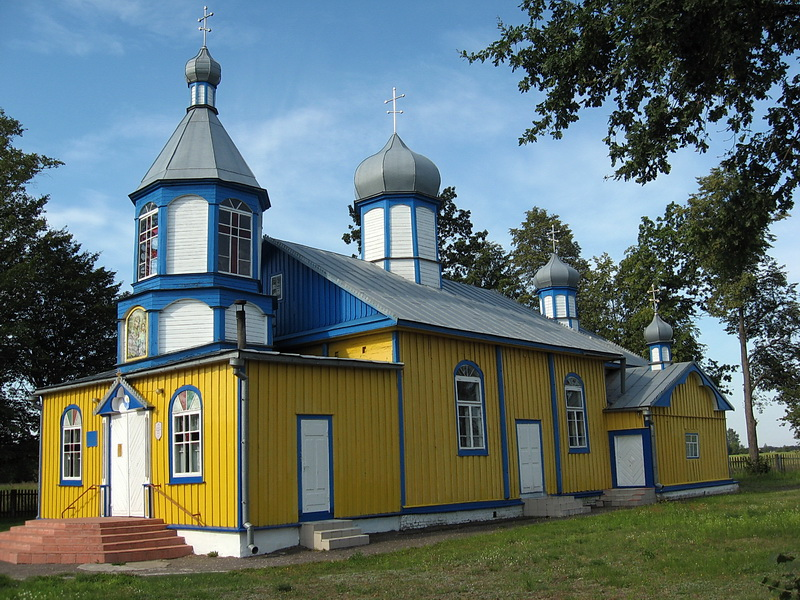
Cerkiew Kazańskiej Ikony Matki Bożej w Tołkowie
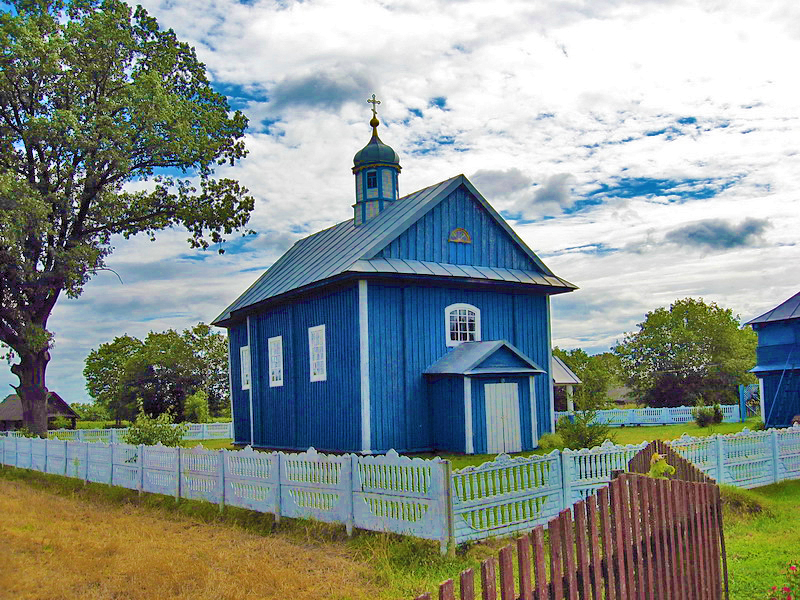
Cerkiew Narodzenia Matki Bożej w Wawuliczach
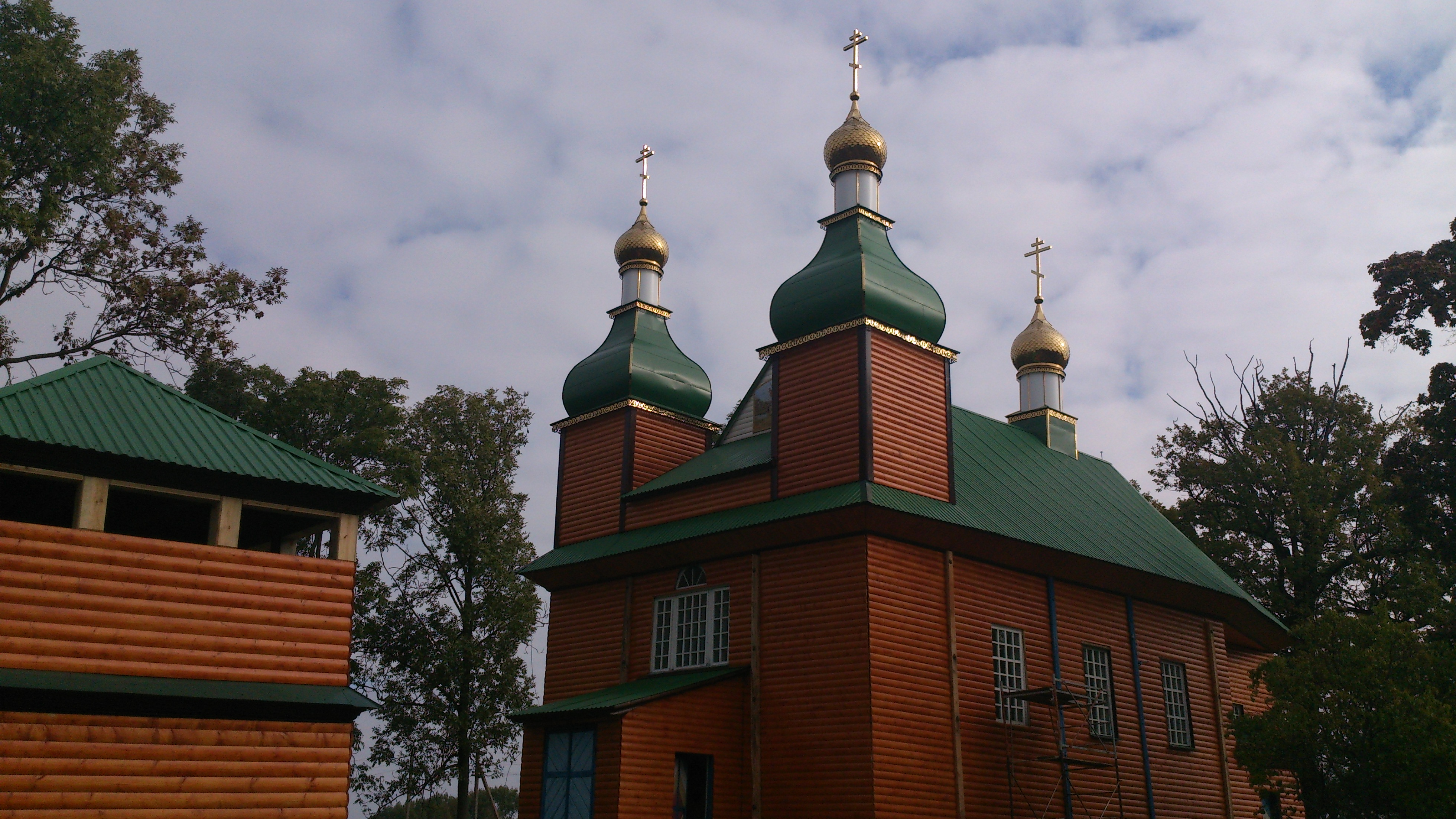
Cerkiew św. Jerzego Zwycięzcy w Woławlu
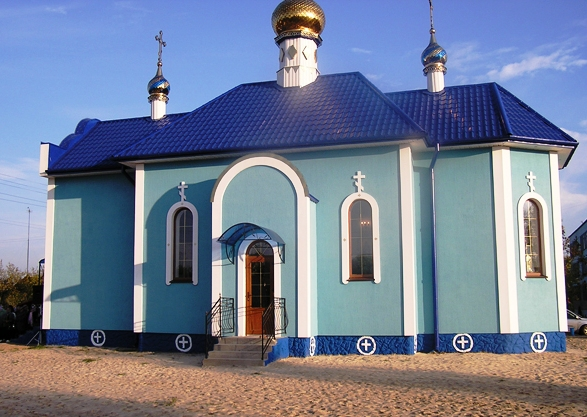
Kaplica Kazańskiej Ikony Matki Bożej w Zarzeczce